# 洛佩拉
洛佩拉，是西班牙安达卢西亚自治区哈恩省的一个市镇。总面积68平方公里，总人口3999人（2001年），人口密度59人/平方公里。